# Saint-Cyr-sur-Morin
Saint-Cyr-sur-Morin és un municipi francès, situat al departament de Sena i Marne i a la regió de Illa de França. L'any 2007 tenia 1.802 habitants.
Forma part del cantó de Coulommiers, del districte de Provins i de la Comunitat de comunes dels Deux Morin.

## Demografia

### Població
El 2007 la població de fet de Saint-Cyr-sur-Morin era de 1.802 persones. Hi havia 678 famílies, de les quals 147 eren unipersonals (77 homes vivint sols i 70 dones vivint soles), 221 parelles sense fills, 256 parelles amb fills i 54 famílies monoparentals amb fills.
La població ha evolucionat segons el següent gràfic:
Habitants censats

### Habitatges
El 2007 hi havia 827 habitatges, 687 eren l'habitatge principal de la família, 78 eren segones residències i 61 estaven desocupats. 782 eren cases i 42 eren apartaments. Dels 687 habitatges principals, 580 estaven ocupats pels seus propietaris, 91 estaven llogats i ocupats pels llogaters i 16 estaven cedits a títol gratuït; 5 tenien una cambra, 40 en tenien dues, 107 en tenien tres, 149 en tenien quatre i 386 en tenien cinc o més. 526 habitatges disposaven pel capbaix d'una plaça de pàrquing. A 318 habitatges hi havia un automòbil i a 321 n'hi havia dos o més.

### Piràmide de població
La piràmide de població per edats i sexe el 2009 era:
| Homes | Edats   | Dones |
| ----- | ------- | ----- |
| 0     | 95 o +  | 0     |
| 0     | 90 a 94 | 5     |
| 17    | 85 a 89 | 17    |
| 8     | 80 a 84 | 15    |
| 19    | 75 a 79 | 25    |
| 13    | 70 a 74 | 17    |
| 46    | 65 a 69 | 16    |
| 25    | 60 a 64 | 43    |
| 29    | 55 a 59 | 62    |
| 56    | 50 a 54 | 44    |
| 66    | 45 a 49 | 43    |
| 83    | 40 a 44 | 97    |
| 96    | 35 a 39 | 105   |
| 48    | 30 a 34 | 53    |
| 51    | 25 a 29 | 43    |
| 32    | 20 a 24 | 30    |
| 48    | 15 a 19 | 81    |
| 66    | 10 a 14 | 81    |
| 91    | 5 a 9   | 58    |
| 45    | 0 a 4   | 63    |

## Economia
El 2007 la població en edat de treballar era de 1.205 persones, 937 eren actives i 268 eren inactives. De les 937 persones actives 849 estaven ocupades (457 homes i 392 dones) i 89 estaven aturades (44 homes i 45 dones). De les 268 persones inactives 98 estaven jubilades, 89 estaven estudiant i 81 estaven classificades com a «altres inactius».

### Ingressos
El 2009 a Saint-Cyr-sur-Morin hi havia 704 unitats fiscals que integraven 1.852 persones, la mediana anual d'ingressos fiscals per persona era de 21.348,5 €.

### Activitats econòmiques
Dels 80 establiments que hi havia el 2007, 1 era d'una empresa extractiva, 1 d'una empresa alimentària, 1 d'una empresa de fabricació d'altres productes industrials, 21 d'empreses de construcció, 11 d'empreses de comerç i reparació d'automòbils, 6 d'empreses de transport, 4 d'empreses d'hostatgeria i restauració, 4 d'empreses d'informació i comunicació, 1 d'una empresa financera, 6 d'empreses immobiliàries, 14 d'empreses de serveis, 8 d'entitats de l'administració pública i 2 d'empreses classificades com a «altres activitats de serveis».
Dels 26 establiments de servei als particulars que hi havia el 2009, 1 era una oficina de correu, 2 tallers de reparació d'automòbils i de material agrícola, 4 paletes, 3 guixaires pintors, 2 fusteries, 4 lampisteries, 2 electricistes, 3 empreses de construcció, 1 perruqueria, 1 restaurant, 2 agències immobiliàries i 1 saló de bellesa.
Dels 3 establiments comercials que hi havia el 2009, 1 era una botiga de més de 120 m², 1 una botiga de menys de 120 m² i 1 una botiga de roba.
L'any 2000 a Saint-Cyr-sur-Morin hi havia 16 explotacions agrícoles que ocupaven un total de 1.098 hectàrees.

## Equipaments sanitaris i escolars
L'únic equipament sanitari que hi havia el 2009 era una farmàcia.
El 2009 hi havia 1 escola maternal i 1 escola elemental.

## Poblacions més properes
El següent diagrama mostra les poblacions més properes.